# 伊爾庫特河
伊爾庫特河（羅馬化：Erkhüü gol，羅馬化：reká Irkút）是俄羅斯境内的河流，位於布里亚特共和国和伊爾庫茨克州，屬於安加拉河的左支流，河道全長488公里，流域面積15,000平方公里，每年10月底至5月結冰，河畔城鎮有伊爾庫茨克。

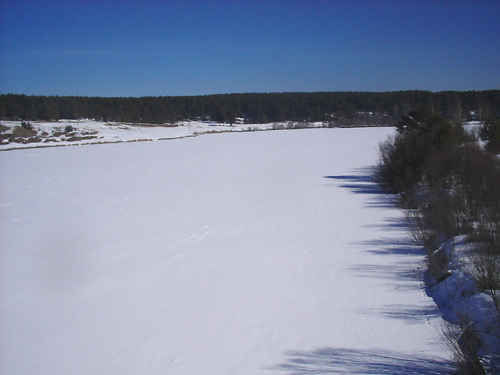
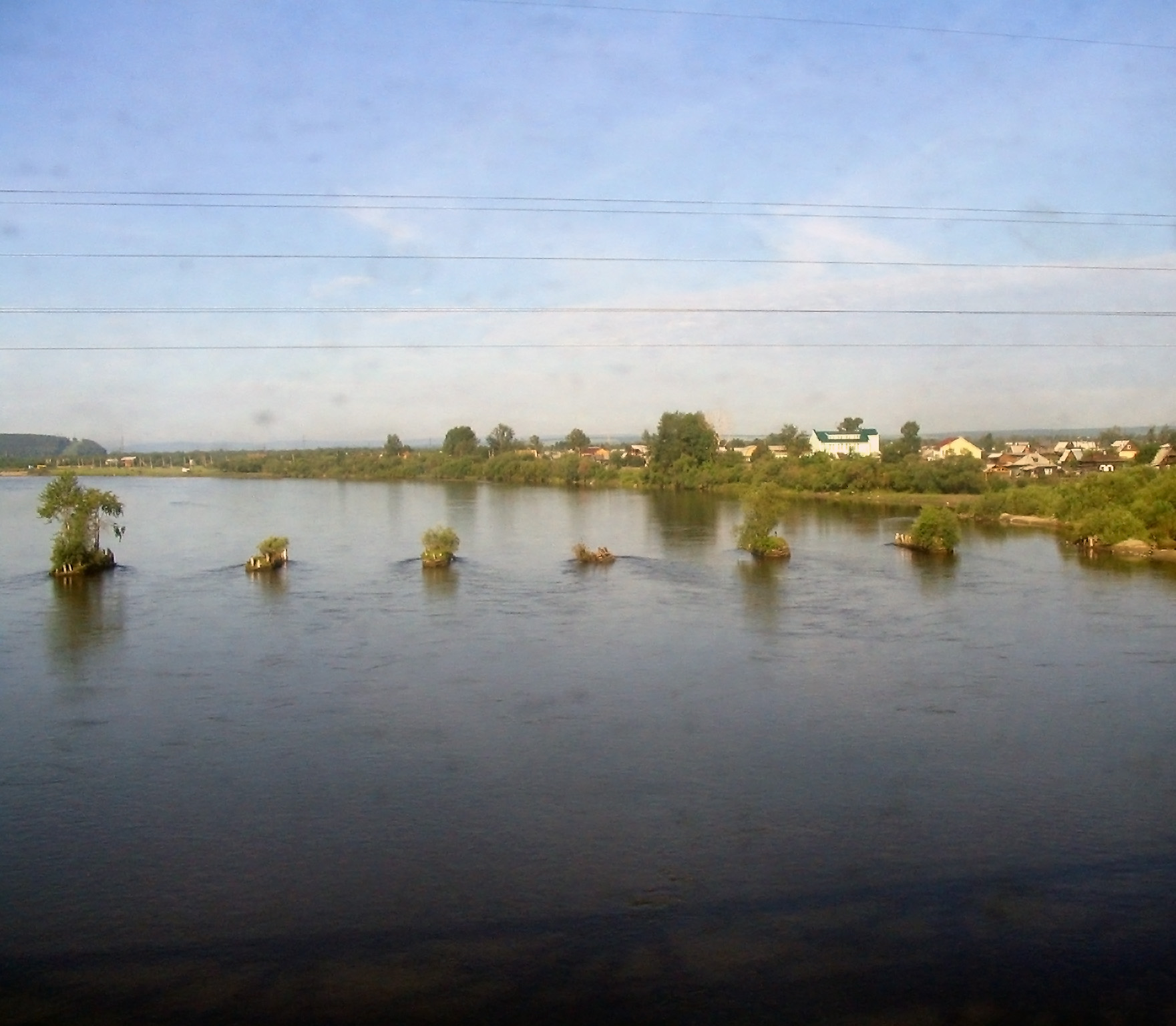

51°49′3″N 103°20′23″E / 51.81750°N 103.33972°E